# Unione Sportiva Pistoiese 1965-1966
Questa voce raccoglie le informazioni riguardanti l'Unione Sportiva Pistoiese nelle competizioni ufficiali della stagione 1965-1966.

## Rosa
| N. |                   | Ruolo | Calciatore        |
| -- | ----------------- | ----- | ----------------- |
|    | Italia (bandiera) | C     | Anselmo Bartolini |
|    | Italia (bandiera) | C     | Renato Bellei     |
|    | Italia (bandiera) | D     | Alberto Benini    |
|    | Italia (bandiera) | C     | Paolo Bessi       |
|    | Italia (bandiera) | A     | Rodolfo Bonacchi  |
|    | Italia (bandiera) | C     | Giovanni Breschi  |
|    | Italia (bandiera) | A     | Giancarlo Brutti  |
|    | Italia (bandiera) | D     | Remo Carletti     |
|    | Italia (bandiera) | P     | Bruno Dal Cer     |
|    | Italia (bandiera) | D     | Bruno Divina      |
|    | Italia (bandiera) | C     | Franco Flori      |
|    | Italia (bandiera) | A     | Enzo Galli        |

| N. |                   | Ruolo | Calciatore          |
| -- | ----------------- | ----- | ------------------- |
|    | Italia (bandiera) | A     | Mario Lena          |
|    | Italia (bandiera) | D     | Mario Maffini       |
|    | Italia (bandiera) | A     | Franco Migliorati   |
|    | Italia (bandiera) |       | Niccolai            |
|    | Italia (bandiera) | A     | Andrea Pastacaldi   |
|    | Italia (bandiera) | D     | Gabriele Piemontesi |
|    | Italia (bandiera) | P     | Piero Pistolesi     |
|    | Italia (bandiera) | C     | Enrico Prato        |
|    | Italia (bandiera) | D     | Antonio Rossi       |
|    | Italia (bandiera) | A     | Marcello Spadola    |
|    | Italia (bandiera) | A     | Enrico Spoletini    |
|    | Italia (bandiera) |       | Stefani             |